# 武汉卫戍司令部军法处旧址
武汉卫戍司令部军法处旧址，又称大陆银行大楼，是一处旧式银行建筑，位于今中华人民共和国湖北省武汉市江岸区铭新街8号。建筑建于1923年，起初为大陆银行的行址，1927年后用作武汉卫戍司令部军法处使用。现建筑为武汉市文物保护单位。

## 历史
建筑历史脉络并不连贯。1923年始建时建筑被用作大陆银行汉口分行的办公处，此后建筑使用情况不明。1927年七一五事变宁汉合流后，建筑被用作武汉卫戍司令部军法处。此后武汉卫戍司令部也搬入此建筑。
由于七一五事变后国共合作破裂，经武汉卫戍司令部军法处宣判了不少中国共产党领导人死刑，武汉卫戍司令部军法处所处的这座建筑也收押过不少共产党人士，这些人经过宣判后会押至馀记里刑场执行死刑。1928年1月左右，武汉卫戍司令部军法处向陶钧呈送对15名中国共产党人士的判决结果，陶钧未经详读直接圈画，称“一律枪决以免麻烦”，甚至还不慎将法官的名字圈入。
在此处被关押的共产党人士中，代表者为向警予，1928年3月20日其在向警予在三德里的居所被法租界巡捕逮捕，遂于4月12日引渡至此处收押，最终于5月1日押往馀记里刑场执行枪决。
1949年后，该建筑曾用作武汉市劳动局的办公楼，后于2003年搬出。2009年建筑修复后，作为武汉市地方志编纂委员会办公室使用至今。

## 建筑概览
建筑为砖木结构的三层楼房（现第四层为增建），设计者与建造者不可考。建筑整体呈新古典主义风格，以正门为轴线对称设计，但也不失现代风格的融合。建筑外立面设置有落地窗，正中一层二层为外廊，廊外有4根爱奥尼亚柱用作点缀；两侧为六角形楼体。在正门入口处还设置有高大台阶以增加建筑气势。建筑一楼为磨花石地坪，二楼外廊设置有铁艺栏杆。

## 建筑保护
1993年7月28日，建筑以“武汉卫戍司令部军法处”的名义被武汉市人民政府列为第一批武汉市优秀历史建筑。2011年3月21日，建筑以“武汉卫戍司令部军法处旧址”的名义被武汉市人民政府列为第五批武汉市文物保护单位。
建筑作为文物的保护范围：武汉卫戍司令部军法处旧址本体及周围一定范围。四至：以旧址外墙为界，东南面向外延伸10米，西南面向外延伸2米至保成路北侧规划道路红线，西北面向外延伸2米，东北面向外延伸20米。
建筑作为文物的建设控制地带：以保护范围四至为界，东南、东北面各向外延伸20米，西南面向外延伸7.5米至保成路规划道路中线，西北面向外延伸5米至铭新街道路规划中线。